# حب لحب (أغنية)

حب لحب (بالإنجليزية: Love To Love)‏ أغنية لفرقة الديسكو الفرنسية بيمبو جت، من كلمات كلود مورغان وهيلين بانكس، وزّعها ألدو فرانك وأنتجها لوران روسي عام 1979. لم تحظ هذه الأغنية بمثل النجاح الباهر الذي حظيت به أغنية إل بيمبو لنفس الفرقة.

### مواضيع ذات علاقة
- بيمبو جت.
- إل بيمبو.
- لا بالنغا.
- سفينة الحب.